# ديبالتسيفي (دونيتسك)
ديبالتسيفي (Дебальцеве) هي مدينة في أوبلاست دونيتسك في أوكرانيا.
يبلغ عدد سكانها حوالي 27589 نسمة.

## أعلام
- بوريس شربينا